# کینگز ماونتن (کارولینای شمالی)
کینگز ماونتن (به انگلیسی: Kings Mountain) شهری در ایالت کارولینای شمالی کشور ایالات متحده آمریکا است که جمعیت آن در سرشماری سال ۲۰۱۰ میلادی، ۱۰٬۲۹۶ نفر بوده‌است.